# ビュブリス

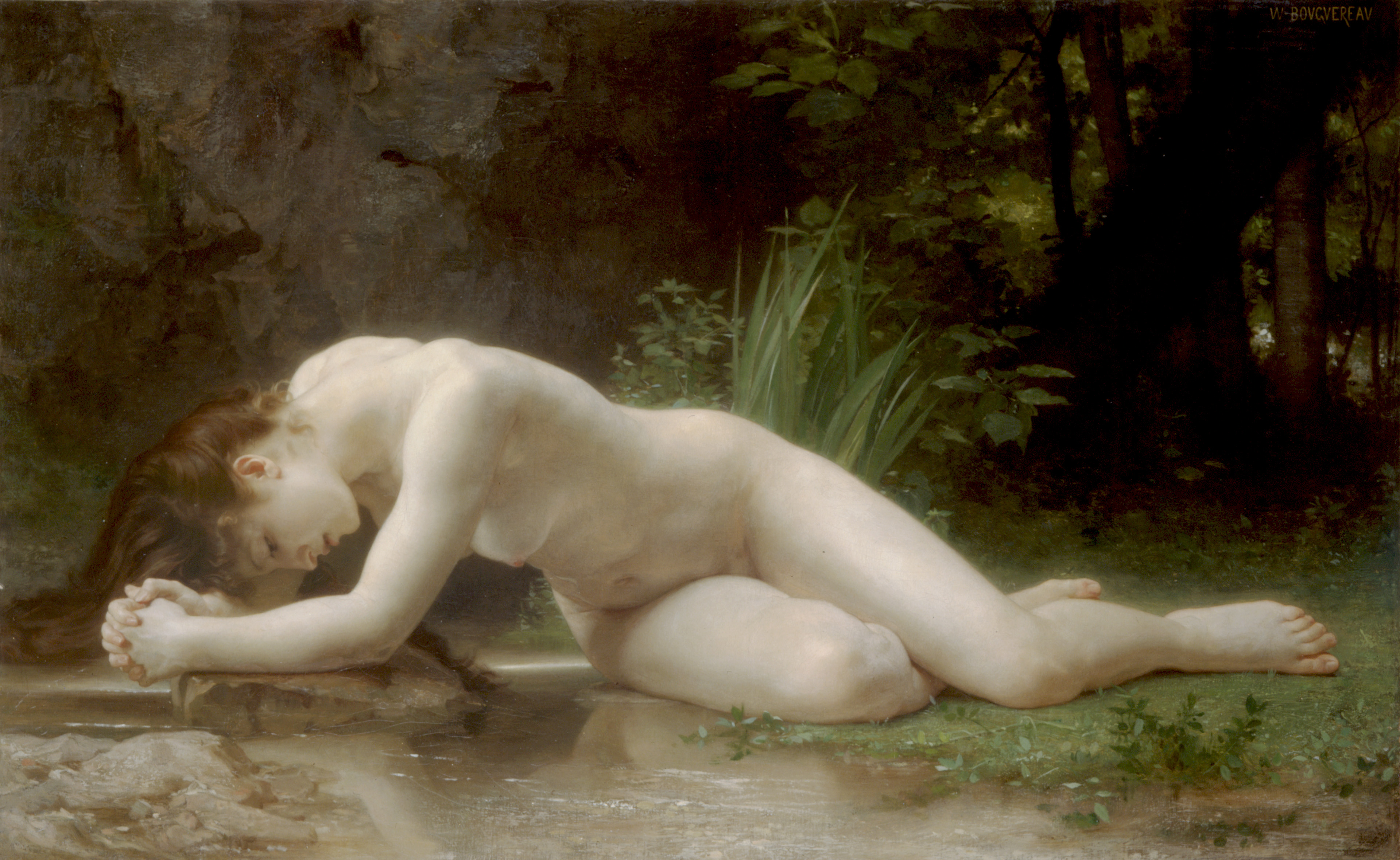
『ビュブリス』 by ウィリアム・アドルフ・ブグロー (1884).

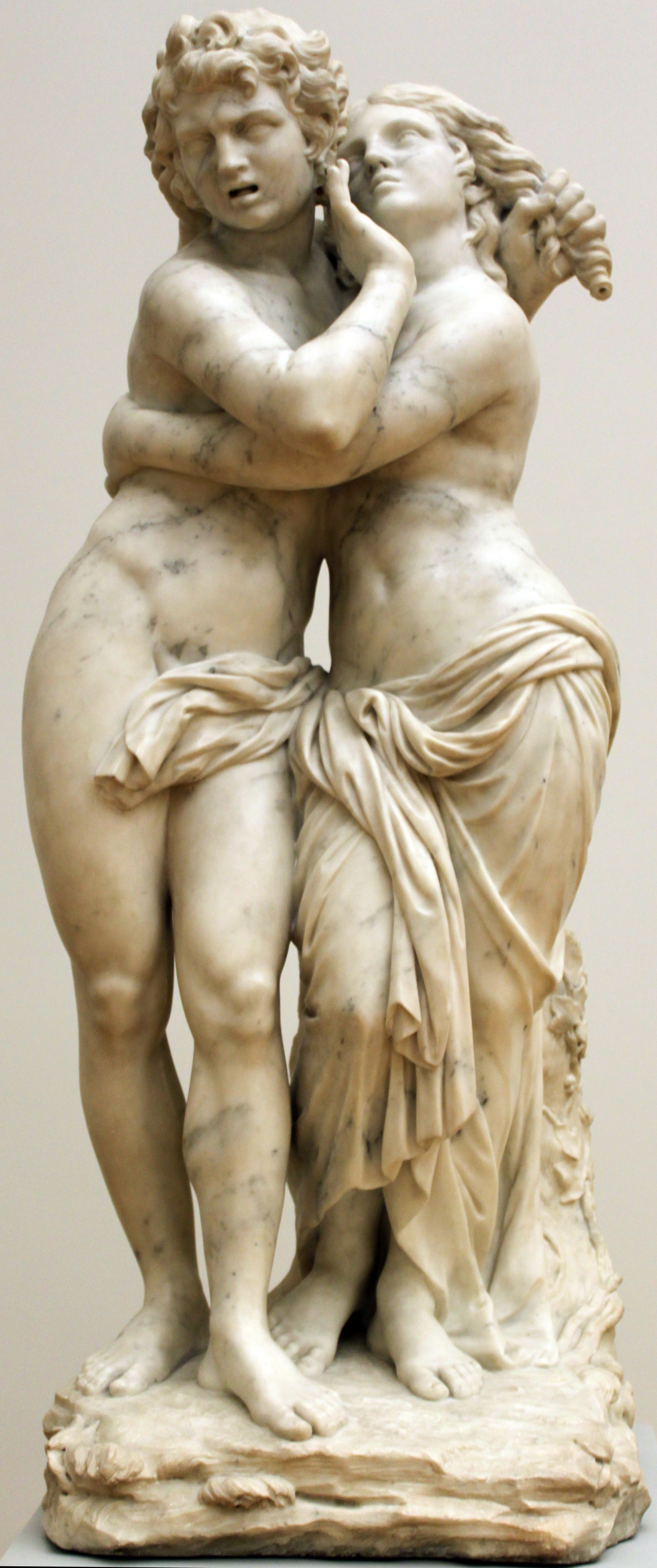
ビュブリスとカウノス by ローレント・デルヴォー, 1734, ボーデ博物館.

ビュブリス（ギリシャ語:Βυβλίς）は、ギリシア神話の登場人物。アポローンの孫でミレトスとキュアネエの娘。カウノスの双子の妹。

## 神話
兄であるカウノスに恋をして、一緒になることを願った。その思いを蝋板に書いて召使に届けさせ、打ち明けるも、拒絶される。しかし、直接自分が言わなかったことにも原因があるのだと考え、何度も自ら兄のもとに行って言い寄るも、拒絶され続ける。とうとう兄が故国を去ってしまった後も追うが、そのうち追跡に疲れ果て、倒れる。そして、流れ出る自分の涙で溶けてしまい、泉に変わる。